# كيران كولكين
كيران كولكين (بالإنجليزية: Kieran Culkin)‏ مواليد 30 سبتمبر 1982 في نيويورك، هو ممثل أمريكي بدأ مسيرته الفنية سنة 1990.

## الأعمال

### أفلام
- وحيد في المنزل (1990)
- وحيد في المنزل 2: ضائع في نيويورك (1992)
- قوانين منزل سايدر (1999) (بدور: باستر)
- رجل ورق (2009) (بدور: كريستوفر)
- سكوت بيلجرام يواجه العالم (2010)
- فيلم 43 (2013) (بدور: نيل)

### مسلسلات
- ساترداي نايت لايف (1991)
- فرايجر (1996)
- فارغو (2015)

## الجوائز والترشيحات
| قائمة الجوائز والترشيحات | قائمة الجوائز والترشيحات            | قائمة الجوائز والترشيحات | قائمة الجوائز والترشيحات | قائمة الجوائز والترشيحات | قائمة الجوائز والترشيحات |
| السنة                    | المهرجان                            | الجائزة                  | الفيلم                   | النتجة                   | مرجع                     |
| ------------------------ | ----------------------------------- | ------------------------ | ------------------------ | ------------------------ | ------------------------ |
| 2025                     | جوائز الأكاديمية البريطانية للأفلام | أفضل ممثل مساعد          | A Real Pain              | فوز                      | [ 7 ]                    |

## روابط خارجية
- كيران كولكين على موقع IMDb (الإنجليزية)
- كيران كولكين على موقع الموسوعة البريطانية (الإنجليزية)
- كيران كولكين على موقع روتن توميتوز (الإنجليزية)
- كيران كولكين على موقع ألو سيني (الفرنسية)
- كيران كولكين على موقع ميوزك برينز (الإنجليزية)
- كيران كولكين على موقع تيرنر كلاسيك موفيز (الإنجليزية)
- كيران كولكين على موقع أول موفي (الإنجليزية)
- كيران كولكين على موقع قاعدة بيانات برودواي على الإنترنت (الإنجليزية)
- كيران كولكين على موقع قاعدة بيانات الأفلام السويدية (السويدية)
- كيران كولكين على موقع إن إن دي بي (الإنجليزية)